# Dryopteris kemulariae
Dryopteris kemulariae là một loài dương xỉ trong họ Dryopteridaceae. Loài này được Mikh. mô tả khoa học đầu tiên..
Danh pháp khoa học của loài này chưa được làm sáng tỏ. 